# Anodonthyla
Az Anodonthyla a kétéltűek (Amphibia) osztályába, valamint a békák (Anura) rendjébe és a szűkszájúbéka-félék (Microhylidae) családjába tartozó nem.

## Előfordulása

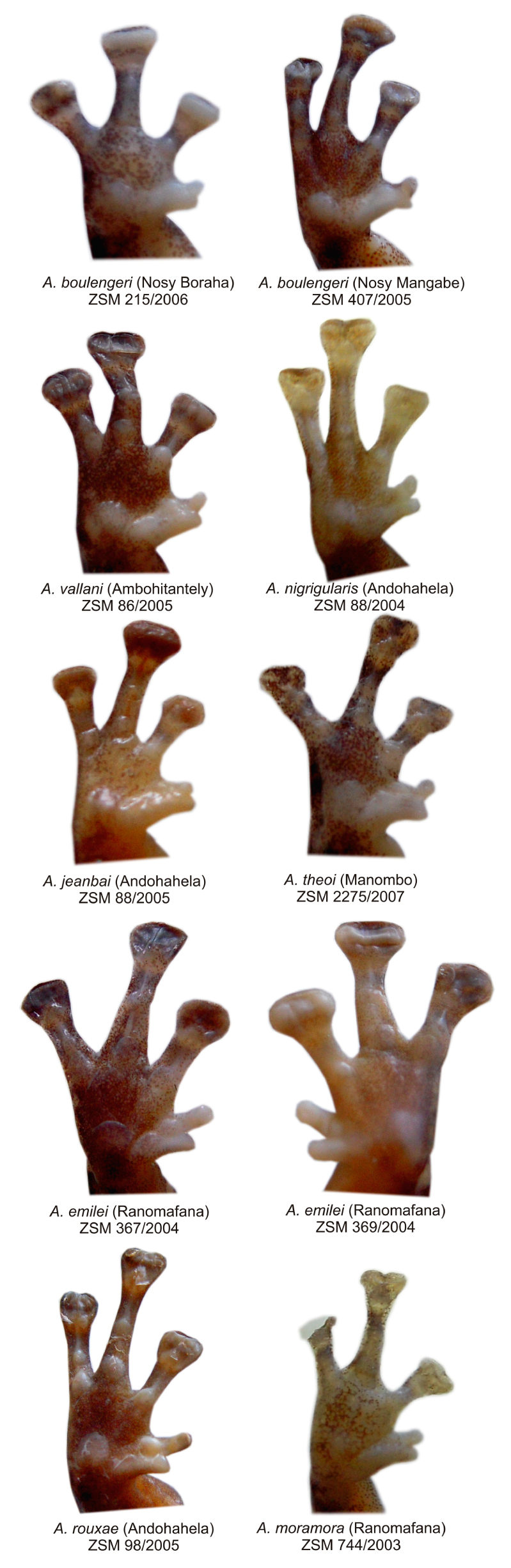
Az egyes Anodonthyla fajok hímjeinek lábai a csökevényes ujjal. Az ábrán jól látható az első ujjtól való elválás mértéke. Az egyes lábak mérete nem méretarányos

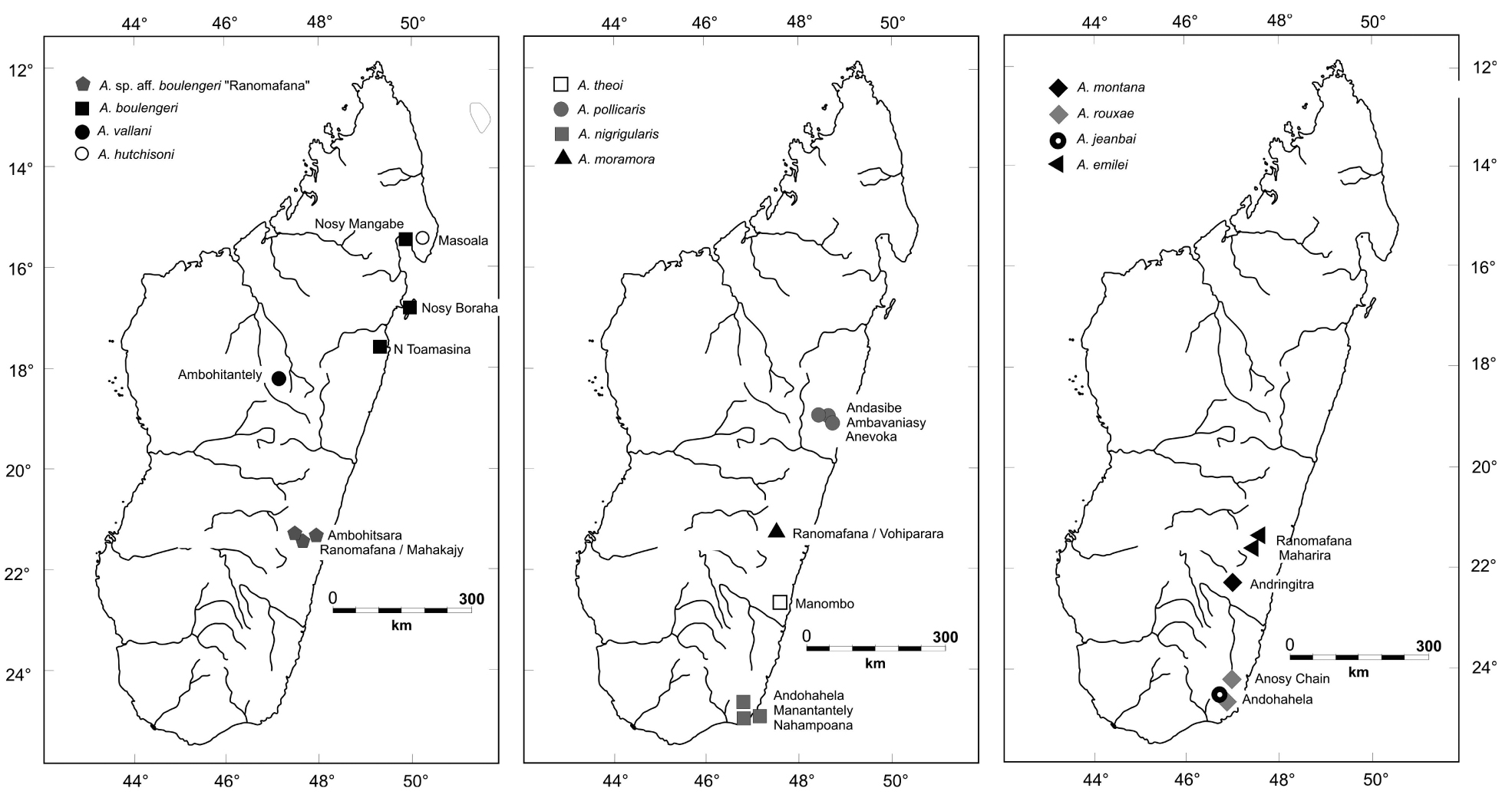
Az egyes fajok elterjedési területe

A nembe tartozó fajok Madagaszkár endemikus fajai.

## Megjelenése
A nem legszembetűnőbb morfológiai egyik fő jellegzetessége a hímek csökevényes további ujja.
A nemzetség egyik legszembetűnőbb morfológiai szinapomorfiája egy nagy prepollex jelenléte a hímeknél, mely az első ujj mentén fut és általában teljes hosszában szorosan kapcsolódik az első ujjhoz. Ehhez a jellegzetességhez kapcsolódóan, mind a hím mind a nőstények esetében az első ujj sokkal rövidebb, mint más Cophylinae fajoknál. Ez igaz a 2019-ben leírt rendkívül kis méretű Anodonthyla eximia fajra is.

## Rendszerezés
A nembe az alábbi fajok tartoznak:
- Anodonthyla boulengerii Müller, 1892
- Anodonthyla emilei Vences, Glaw, Köhler & Wollenberg, 2010
- Anodonthyla eximia Scherz, Hutter, Rakotoarison, Riemann, Rödel, Ndriantsoa, Glos, Roberts, Crottini, Vences, and Glaw, 2019
- Anodonthyla hutchisoni Fenolio, Walvoord, Stout, Randrianirina & Andreone, 2007
- Anodonthyla jeanbai Vences, Glaw, Köhler & Wollenberg, 2010
- Anodonthyla montana Angel, 1925
- Anodonthyla moramora Glaw & Vences, 2005
- Anodonthyla nigrigularis Glaw & Vences, 1992
- Anodonthyla pollicaris (Boettger, 1913)
- Anodonthyla rouxae Guibé, 1974
- Anodonthyla theoi Vences, Glaw, Köhler & Wollenberg, 2010
- Anodonthyla vallani Vences, Glaw, Köhler & Wollenberg, 2010